# Нереида (сателит)
Нереида је Нептунов природни сателит. Открио га је 1. маја 1949. астроном Џерард Кујпер. Назив сателита долази од нимфи (Нереиде) из грчке митологије. 
Орбита Нереиде је високо ексцентрична, са врло великим разликама између најближе и најдаље тачке од планете. Најбоље слике Нереиде које постоје потичу од Војаџера 2, али су снимљене са велике даљине па детаљи површине не могу да се разазнају.

## Орбиталне особине
- Периапсис 	1 372 000 Km (0.00917 АЈ)
- Апоапсис 	9 655 000 Km (0.06454 АЈ)
- Полу-велика оса 	5 513 400 Km (0.03685 АЈ)
- Ексцентрицитет 	0.7512 (средњи)
- Орбитални период 	360.1362 дана
- Просјечна орбитална брзина 	0.934
- Инклинација 	5.07° (према еклиптици)
- 32.55° (према Нептуновом екватору)
- 7.232° (према локалном Лапласовом нивоу)

## Физичке особине
- Средњи радијус (полумјер) 	170±25
- Маса 	3.1x{\displaystyle 10^{19}}  (процјена)
- Средња густина 	1.5 g/cm3 (процјена)
- Период ротације 	0.48 дана (11 ч 31 мин)
- Албедо 	0.155
- Температура 	~50 K (процјена)